# 美国公共卫生服务军官团
美国公共卫生服务军官团（英語：United States Public Health Service Commissioned Corps，USPHSCC）是美國公共衛生局隸下的联邦制服部隊，亦是美国八支制服軍種之一。
与國家海洋暨大氣總署軍官團一样，公共卫生服务军官团是美国两支只有军官，而没有准尉或士兵的制服軍種之一。雖有授权准尉阶级，但实际上并未使用。除非公共卫生服务军官經总统下令至軍中服務，否则均分类为非作战人员。公共卫生服务军官穿着带有公共卫生服务徽章的美国海军或美国海岸警卫队制服（奉派到海岸防卫队时），亦具备与海军和海岸防卫队军官同等的阶级。公共卫生服务军官团通过公共衛生局的直接任命程序取得任命。
如同它的主管机构，公共卫生服务军官团受到美国卫生及公共服务部的管理。公共卫生服务军官团的首长是具备等同海军中将阶级的医务总监。医务总监直屬於具備海军上将阶级（如果该部长为公共卫生服务军官）的卫生助理部长。

## 历史
公共卫生服务军官团起源于1798年设立的海事医院，其后在1871年重组为美國海事醫務署（海醫署），负责照顾及治疗商船水手，但它的职责随着国家扩张而增长。海醫署很快就开始执行不断扩展的卫生职责，包括保护美国的经商和公共卫生。其中一项职责便是检疫隔离。
曾为威廉·特库姆塞·舍曼将军效力的著名联邦军医约翰·梅纳德·伍德沃思在1871年出任醫務監（Supervising Surgeon）。伍德沃思的职称之后改为主任医务总监（Supervising Surgeon General），之后再改为医务总监。伍德沃思是军官团正式成立的功臣，他在1889年把海醫署的医疗人员根据陆军军事架构重组，建立一支机动，可随国家和服务需要而移动的专业医疗部队。他亦设立了任命人员的标准和设计了海醫署的海锚和商神杖标志。在同一年，格罗弗·克利夫兰总统签署法案正式成立现代的公共卫生服务军官团。最初只开放给医生，经过二十世纪，军官团已经扩展允许牙医、工程师、药剂师、护士环境健康专家、科学家和其他专业人士加入。
时至今日，军官团属美國公共衛生局管理，由美国国会在1979至1980年建立的美国卫生及公共服务部的主要机构。它的前身为1953年创立的美国卫生、教育及福利部。军官团仍然由医务总监所带领。公共卫生服务军官奉派到美国七支制服軍種中以应付他们的卫生或医疗需要。军官团最近展开改革以扩大军官团的规模。

## 使命
公共卫生服务军官团任务为「保护、宣传及推进国家的健康和安全」。他的核心价值为领导、优秀、廉正和服务。军官团的军官透过以下方法达到军官团的使命。
- 协助提供医疗保健和相关服务給缺乏医疗的大众，包括印第安人、阿拉斯加原住民和其他具备特殊需要的人口；
- 预防及控制疾病，辨认环境中的卫生危险并修正他们和向国民推广健康生活方式；
- 提高国家的精神健康；
- 确保药物及医疗装置的安全和效力、食物的安全和卫生、化妆品的无害和电子产品不会把用户暴露在危险程度的辐射；
- 进行及支持生物医学、行为和健康服务研究，及向健康专家和大众交流实验结果。及；
- 与其他国家和国际机构合作处理全球卫生问题和解决方法。

再者，军官团以提供军官（医生、牙医、治疗师、环境健康学家等）給其他軍種，包括美国海岸警卫队和國家海洋暨大氣總署軍官團。公共卫生服务军官亦可以調派到其他联邦机构，包括国防部、军事医疗体系、司法部（监狱局）、国务院、国土安全部 、内政部（美国国家公园管理局），甚至中央情报局。军官团亦可以与其他机构签署諒解備忘錄，包括州和地方卫生机构，甚至非政府组织。
军官团经常應其他联邦、各州和地方机构要求提供协助，以应对大型灾难。

## 调派
军官团经常作为聯邦緊急事務管理署国家紧急调派计划中的紧急支援部署，但是亦可以就其他联邦或地方政府机构，甚至外国政府需要而单独部署。如同其他联邦部署，军官团只有在需要的情况下，并获得医务总监的推荐和卫生助理部长许可下才部署。在行动时，军官可能向一般办公室报到，例如在紧急行动中心指挥部署，或在非常严竣的情况下在前线工作，例如在处理自然灾害时。再者，行动部署可以是个人性质，例如在需要特定技能的时候，或以小组形式，以处理大型事故。
军官团最近采用了一种分级系统以管理行动部署，1级行动小组能在12小时内预备并部署应付事件，2级小组能在36小时内预备妥当。不属于1和2级小组的军官为第3级人员，应该在72小时内预备好部署。1级小组主要由称为RDF（Rapid Deployment Force）的快速部署部队组成。这些快速部署部队由超过100名多重专业的军官组成，专注在灾难中提供临床护理。这些部队中亦有担任支援角色，例如后勤、管理、财务及计划的军官。2级小组由较小型的专业工作小组组成。目前2级小组包括应用公共卫生部队（APHT）、精神健康小队（MHT）和服务存取小队（SAT）。第3级人员职责为在需要时支援1级和2级小组。
一些公共卫生服务军官团著名的行动部署包括：
- 1989年 – 雨果飓风、1989年加州洛马普列塔大地震[來源請求]
- 1992年 – 超过1000名公共卫生服务军官部署到佛罗里达州戴德县应对安德鲁飓风
- 1990年代初期 – 全美国和阿拉斯加州的洪水
- 1994年 – 1994年北岭地震
- 1995年 – 俄克拉何马城爆炸案
- 1995年 – 数百名公共卫生服务军官部署到美属维尔京群岛应付玛丽莲飓风（英语：Hurricane Marilyn）
- 2001年 – 超过1,000名公共卫生服务军官在911袭击后派到纽约市协助遇难者，并为救援人员提供医疗及精神健康服务
- 2004年 – 飓风伊万
- 2005年 – 超过2,000名公共卫生服务军官在卡特里娜飓风、丽塔飓风和飓风威尔玛吹袭后派往设置战地医院并为灾民和救援人员提供协助[12]
- 2008年 – PHS-2快速部署部队在古斯塔夫飓风登陆前派往路易斯安那州。这支部队成为了第一支设立并运作联邦医疗站的公共卫生服务小队。这支部队和200名病人在亚历山大河滨中心度过飓风吹袭。RDF-1和RDF-3快速部署部队在飓风艾克吹袭前在德克萨斯州和路易斯安那州设立联邦医疗站
- 2010年 – 2010年海地地震，2010年墨西哥湾漏油事故
- 2012年 – 颶風桑迪 [13]
- 2014年 – 无人陪伴儿童入境危机
- 2014年至2015年 – 西非伊波拉病毒疫症[14]
- 2016年至今 - 印第安人卫生局北美大平原地区

除了灾难部署，公共卫生服务军官图亦与美国海军合作执行外交卫生任务。公共卫生服务军官在2007年起亦是海军太平洋地区的太平洋伙伴行动，及西大西洋和加勒比地区的持续希望行动的一份子。相关任务通常在仁慈號醫療艦或安慰号医疗舰执行，但有时亦会在其他舰艇上执行，例如巴丹号两栖登陆舰。军官团的指挥人员在整个任务期间都会逗留（时常历时三个多月），而行动人员则只会逗留在船上一个月，在任务期间沿途停靠的港口集合和离船。
军官团亦能在美国国会法案或美国总统行政命令下军事化，成为美軍分支機構，这权力不但在战争时期有效，而且亦在总统宣布涉及国防的紧急时期中有效。一次著名的军官团军事化发生在第二次世界大战，军官团完成军事化以应付二战和韩战

## 军官任命
|              |          |                          |              |
| 卫生助理部长 | 醫務總監 | 副医务总监／助理医务总监 | 助理医务总监 |
| ADM          | VADM     | RADM                     | RADM         |

| 上校 | 中校   | 少校 | 上尉     | 中尉 | 少尉     |
| O-6  | O-5    | O-4  | O-3      | O-2  | O-1      |
| ---- | ------ | ---- | -------- | ---- | -------- |
|      |        |      |          |      |          |
| 监督 | Senior | Full | 高级助理 | 助理 | 初级助理 |
| CAPT | CDR    | LCDR | LT       | LTJG | ENS      |

军官团总人数超过6600名军官，各具备以下11种专业资格之一：
- 牙医
- 营养师
- 工程师
- 环境健康专家
- 医疗卫生人员
- 护士
- 医生
- 药剂师
- 科学家
- 治疗师（包括物理、职能、言语和呼吸）
- 兽医

医疗卫生人员包括超过50种专业，包括听力学、社会工作、医生助理、视光学、统计学、电脑科学、洁牙师、医疗记录管理、医疗技术专家和其他。
军官团使用与美国海军和美国海岸警卫队相同的军官阶级，从少尉至上将，美军薪酬阶级O-1至O-10。美国公共卫生服务军官团军官通过直接任命委任为军官，亦与其他武装部队同等阶级成员领取同样薪酬。在军官团中任官的军官禁止同时在其他軍種中任官，但军官团的军官獲准進行軍種更換。

## 准尉阶级
美国法典中规定军官团可以使用一等准尉至四级准尉阶级，但目前并未使用准尉阶级。

## 制服
军官团军官穿着带有军官团的船锚和商神杖标志的美国海军制服。在一些任务程况中，军官团军官可能調派到其他軍種中。例如并未任命船上医疗人员的國家海洋暨大氣總署軍官團。军官团亦有指派一定数目的军官到美国海岸警卫队。基于这合作关系，被指派到海岸防卫队的军官需要穿着对应的海岸防卫队制服，但同样以军官团标志取代海岸防卫队标志。公共卫生服务军官需要遵从所穿着服务制服的梳洗标准。

## 公共卫生服务军官团团歌
如同其他美国軍種，公共卫生服务军官团拥有一首附带歌词的团歌。 由退休美国海岸防卫队二级音乐士官长乔治·京治三世所著，歌词如下：
The mission of our service is known the world around

In research and in treatment no equal can be found

In the silent war against disease no truce is ever seen

We serve on the land and the sea for humanity

The Public Health Service Team